# Ата Салих
Ата́ Сали́х (1 июня 1908 — 26 декабря 1964) — туркменский советский поэт, народный поэт Туркменской ССР (1939).

## Биография
Родился в Бахардене затем со своей семьёй имигрировал 1 июня 1908 года в село Шордепе близ города Мары (Туркмения) в семье туркменского моллы МухаммедСалих-Ахун,  отец и дед поэта имигрировали со своей семьёй  из Бяхарденской области село Дурун/Караган,в будущем молодой поэт часто посещал родственников в Бахардене. В возрасте трёх лет потерял зрение. В 1919 году начал писать стихи. С 1927 года занят исключительно литературной деятельностью.
Первый и Единственный  баснист в туркменской литературе.
Его произведения были посвящены современным темам, в стихах он прославлял коммунистическую партию («Большевик непобедим, друзья!», 1920), агитировал за коллективизацию и социалистический труд («Колхозы», 1932; «Не утрачу ни грамма», 1936), обличал баев и боролся с пережитками прошлого («Перестаньте!», 1935), выступал против международной реакции («Красное знамя над миром», 1935). Несколько его стихов посвящены В. И. Ленину и И. В. Сталину, а также дружбе советских народов («Знай, Ленин!», «Мой вождь», «Мой народ» и другие). Одно из стихотворений посвятил Т. Г. Шевченко («Тарас Шевченко», 1951).
Близко дружил с М.Горький,Ш.Батыров,Гамзат Цаада
Печатался в юмористическом журнале «Колотушка» и республиканской газете «Советский Туркменистан», где пропагандировал строительство колхозов. В 1941 году вступил в КПСС. Во время Великой Отечественной войны написал несколько патриотических стихов и песен («Мой наказ», «Вы хотели», «Храбрецы», «Друзья» и другие).
Его послевоенные произведения посвящены мирному труду, дружбе народов и направлены против разжигания войны (лирическая поэма «Слово от чистого сердца», 1947, стихи «На светлом ленинском пути», 1950). Ата Салих ввёл в туркменскую литературу жанр сатирической басни («Лев и лисица», 1945; «Смех тыквы», 1955; «Шакал и петух», 1955).
По утверждению Краткой литературной энциклопедии, его стихам присущи «быстрый отклик на злободневные события, использование фольклорных образов при раскрытии современной темы, красочность языка».
Скончался 26 декабря 1964 года в Ашхабаде.

## Награды
Награждён орденами Трудового Красного Знамени (1939), Красной Звезды и «Знак Почёта» (1944, 1955).

## Сочинения
- Избранные стихи. Аш., 1954.
- Сайланан эсерлер. Ашгабат, 1960.